# Aedes oligopistus
Aedes oligopistus är en tvåvingeart som beskrevs av Dyar 1918. Aedes oligopistus ingår i släktet Aedes och familjen stickmyggor. Inga underarter finns listade i Catalogue of Life.